# Клод Моне
Клод Моне (на френски: Claude Monet), роден като Оскар Клод Моне, е френски художник, основател, водач и непоколебим защитник на стила импресионизъм.
Считан е за модел на импресионист, тъй като неговото отдаване на идеалите на импресионизма не се променя през цялата му продължителна кариера. За това допринася и фактът, че една от неговите картини („Импресия, Изгряващо слънце“, Париж, 1872) дава и името на движението.

## Ранни години
Роден е в Париж на 14 ноември 1840 г. на петия етаж на улица Лафит 45. Той е вторият син на Клод Адолф Моне и Луис Юстен Обре Моне. Родителите му са второ поколение парижани, но през 1845 година се преселват в Льо Хавър в Нормандия. Кръщението му се извършва на 20 май в църквата „Нотър Дам дьо Лорет“ и му е дадено името Оскар Клод, но приятелите му го наричат само Оскар. Майка му е певица, а баща му – бакалин. Адолф иска синът му да влезе в семейния бизнес, но Клод желае да стане художник.
Моне прекарва младостта си в Хавър, като на 1 април 1851 г. постъпва в местната гимназия. Там първо се отличава като карикатурист, като продава свои карикатури за по 10 – 20 франка. Взима първите си уроци по рисуване при Жак-Франсоа Ошар, бивш ученик на Жак-Луи Давид. През 1856/57 г. по плажовете на Нормандия среща своя ментор Йожен Буден. Именно Буден научава Моне да използва маслени бои. Освен това Моне е въведен в пленеризма от Буден и така започва да твори пейзажи.
На 28 януари 1857 г. майката на Моне умира. На 16-годишна възраст той напуска училище и отива да живее при своята овдовяла и бездетна леля Мари-Жан Лакадр.

## Париж
Когато отива в Париж, за да посети Лувъра, Моне вижда как художниците копират старите майстори. За разлика от тях, той сяда до прозореца и рисува това, което вижда. В Париж Моне остава няколко години и се запознава с други млади художници, един от които е Едуар Мане.
През юни 1861 г. Моне влиза в армията за 7-годишна служба в Алжир, но след две години се разболява от коремен тиф и леля му го измъква от армията, при условие, че Моне се съгласи да посещава уроци по художествено изкуство. Възможно е нидерландският художник Йохан Йонгкинд, който е познавал Моне, да е подтикнал Мари-Жан към това. Разочарован от традиционното изкуство, преподавано в художествените училища, през 1862 г. Моне става ученик на Шарл Глейр в Париж, където се запознава с Пиер-Огюст Реноар, Фредерик Базил и Алфред Сисле. Те споделят нови подходи и виждания за изкуството, като изобразяват ефекта на светлината при рисуване пленер с разчупени цветове и бързи удари с четката, които ще станат основа на импресионизма.
Страстта на Моне да рисува навън е много добре разкрита чрез една известна история, отнасяща се до един от първите му амбициозни проекти – картината „Жени в градината“ (1866 – 1867). Картината е с размери около 2,5 метра на височина и за да може да я рисува навън, той поръчва да му се изкопае ров в градината, така че да може да издига или снишава платното до желаната от него височина чрез скрипци. При едно свое посещение Гюстав Курбе наблюдава Моне и отбелязва, че Моне не би нарисувал дори и листата, които са на заден план, ако върху тях не пада точната според него светлина.
През 1866 г. Моне получава признание заради „Камил“, известна още като „Жената със зелената рокля“, на която изобразява бъдещата си жена Камил Донсьо; тя е моделът на фигурите в „Жени в градината“ от следващата година, както и на „На брега на Сена“ и „Bennecourt“ (1868). Скоро след това Камил забременява и ражда първото им дете Жан.

## Френско-пруската война, импресионизъм и Аржантьой
След избухването на Френско-пруската война (19 юли 1870) Моне заминава за Англия през септември 1870 г., където изучава творбите на Джон Констабъл и на Джоузеф Търнър, като техните пейзажи вдъхновяват Моне за иновации при изучаването на цветовете. Рисува Темза и лондонските паркове и се запознава с търговеца на картини Пол Дюран-Рюел, който впоследствие ще се окаже един от основните почитатели (а и един от първите масови изкупвачи) на импресионизма. През пролетта на 1871 г. творбите на Моне не са приети на изложбата на Кралската академия.
През май същата година напуска Лондон и заживява в Заандаам, Холандия, където рисува двадесет и пет картини (а полицията започва да го подозира в революционна дейност). Освен това посещава и за първи път Амстердам. През октомври или ноември 1871 г. се завръща във Франция, като от декември същата година до 1878 г. живее в Аржантьой, малко селце на брега на Сена, близо до Париж, където рисува едни от най-добрите си творби. През 1874 г. се завръща за кратко в Холандия.
През 1872 г. рисува „Импресия, Изгряващо слънце“, която изобразява пейзаж от Хавър. Тя е окачена в първата изложба на импресионистите през 1874 г. и се съхранява в музея Мармотан Моне в Париж. От заглавието на картината критикът Луи Лерой отбелязва термина „импресионизъм“, с който иска да я омаловажи, но който импресионистите сметнали за подходящ за себе си. В изложбата влиза и картина със заглавието „Булеварда на Капуцините“, на която Моне изобразява булеварда от апартамента на фотографа Надар. На практика обаче има две картини на Моне на булеварда, като едната е в музея Пушкин в Москва, а другата – в музея Нелсън-Аткинс в Канзас. Не е ясно коя от двете е била на ключовата изложба от 1874 г., въпреки че последните проучвания сочат, че това е картината в Москва.
Моне и Камил се женят точно преди началото на войната (на 28 юни 1870) и след пътуването си до Лондон и Заандам се местят в Аржантьой през декември 1871 г. В този период Моне прави много картини, на които изобразява различни изобретения на модерния свят. Камил се разболява през 1876 г. На 17 март 1878 г. им се ражда втория им син Мишел. Това раждане отслабва разклатеното здраве на Камил. Същата година тя се мести във Ветой, където умира на 5 септември 1878 г., на 32-годишна възраст. Моне я рисува на смъртния ѝ одър.
След няколко тежки месеца, последвали след смъртта на Камил, опечаленият Моне започва да рисува едни от най-добрите си картини от 19 век. В началото на 80-те Моне рисува няколко групи пейзажи, които смята, че документират френската провинция. Тези кампании прерастват в серии картини.
През 1878 г. Моне се мести в къщата на Ернест Ошаде – богат собственик на магазини и патрон на изкуствата. Двете семейства живеят в една къща във Ветой през лятото. След банкрута на Ернест и заминаването му за Белгия и след смъртта на Камил, Алис Оашде (съпруга на Ернест) помага на Моне с отглеждането на момчетата, като ги завежда в Париж, където живеят със собствените ѝ шест деца. През пролетта на 1880 г. Алис заедно с всички деца заминава при Моне, който още живее във Ветой. През следващата година те се местят в Поаси, който Моне ненавижда. През април 1883 г., докато гледа през прозореца на влака от Вернон до Гасни, Моне открива Живерни. Така всички се местят първо във Вернон, а след това в Живерни, в Северна Нормандия. Там Моне създава голяма градина и рисува през по-голямата част от остатъка от живота си. След смъртта на отчуждения си съпруг Алис се омъжва за Моне през 1892 г.

## Живерни
В началото на май 1883 г. Моне и голямото му семейство наемат къща и място от около 8 декара от местен земевладелец. Къщата се намира близо до главния път между Вернон и Гасни. В имота има хамбар, който изпълнява ролята на студио, малка градина и овощна градина. Къщата предлага на Моне ред подходящи мотиви за картините му. Семейството работи усилено и създава прекрасна градина около къщата, а късметът на Моне се обръща, когато неговият дилър Пол Дюран-Рюел увеличава продажбите на картините му. До ноември 1890 г. Моне е достатъчно богат, за да купи градините и къщата, в която живее семейството му. През 90-те Моне построява зимна градина и второ студио – просторна сграда, добре осветена с капандури. От 80-те до края на живота си през 1926 г. Моне започва да рисува „серии“ картини, в които предметът е изобразяван в различни цветова и климатични условия. Първата поредица картини е „Купи сено“ (1890 – 1891), нарисувани от различни гледни точки и по различно време на деня. Петнадесет от тях са изложени в галерията Дюран-Рюел през 1891 г. Моне създава и сериите „Катедралата в Руан“ (1891 – 1895), „Тополи“, „Парламента“, „Утрини на Сена“ и „Водни лилии“ (нарисувани в градината му в Живерни).
Моне е любител на рисуването на контролираната природа – неговите градини в Живерни, с водните лилии, езерото и моста. Освен това рисува по поречието на Сена – „Разпадането на леда по Сена“. Всеки ден пише инструкции за градинаря си, точни замисли и оформления за картините си, и фактури за растенията, които купувал, и колекцията си от книги за ботаника. С нарастването на богатството на Моне се разраствала и градината му. Той остава неин архитект дори след като наема седем градинари.
Между 1883 и 1908 г. Моне пътува из Средиземноморието и рисува забележителности, пейзажи и морски картини, като например „Bordighera“. В този период рисува сериите от Венеция и тези от Лондон – парламента и моста Чаринг Крос. Посещава също и Норвегия като гост на кралица Кристиана.
Втората жена на Моне Алис умира през 1911 г., а големият му син Жан, който се е оженил за Бланш (една от дъщерите на Алис), умира през 1914 г. След смъртта на Алис Бланш се грижи за Моне. По това време той започва да проявява първите симптоми на катаракта. Картините, които рисува в този период, имат основно червеникав нюанс, който е характерен за зрението при болни от катаракта. През 1923 г. се подлага на две операции за отстраняване на катаракта. След тях прерисува някои от картините си с по-сини водни лилии от тези преди операцията.
По време на Първата световна война, в която участва малкият му син Мишел, Моне рисува серия плачещи върби в знак на уважение към загиналите френски войници.

## Последни години
През последните години от живота си Моне страда от отслабващо зрение, но продължава да рисува до смъртта си. Умира от рак на белите дробове на 5 декември 1926 г. в Живерни на 86 години. Погребан е в гробището в Живерни, като самият той настоява церемонията да е скромна; заради това присъстват само около 50 души.
Домът, градините и езерото с водните лилии са завещани от сина му Мишел, единственият наследник, на Френската академия на изящните изкуства през 1966 г. Чрез фондация „Клод Моне“ къщата е реставрирана и отворена за посещения през 1980 г. Освен многото сувенири и други предмети на Моне, в къщата се намира и колекцията му от японски дървени гравюри (подобни на ксилографии).

## Посмъртни продажби
През 2004 г. „Парламента: Слънце през мъгла“ (1904) е продадена за 20,1 милиона долара. През 2006 г. са публикувани доказателства, че серията „Парламент“ е рисувана от болницата „Св. Томас“ на брега на Темза.
Картината „Скали край Дипе“ е крадена в два различни случая. Веднъж през 1998 г. (при този случай кураторът на музея е осъден за кражба на пет години затвор, заедно с двама съучастници) и втори път през 2007 г. (картината е намерена през юни 2008 г.).
„Le Pont du chemin de fer à Argenteuil“ (1873), която изобразява железопътен мост над Сена, е закупена от анонимен купувач по телефона за рекордните 41.4 милиона долара на аукциона на Кристис в Ню Йорк на 6 май 2008 г. Предишният рекорд за негова картина е 36,5 милиона. Само няколко седмици по-късно, на търг на Christie на 24 юни 2008 г. в Лондон, се продава „Le Bassin Aux Nymphéas“ (от серията с водните лилии) за 36,5 милиона паунда.